# Tangån
Tangån är ett vattendrag i västra delen av Särna socken i nordvästra Dalarna, Älvdalens kommun. Längd ca 30 km, varav ca 25 km i Sverige. Ån rinner upp i Tangsjön i Fulufjället ca 3 mil sydväst om Särna. Tangån strömmar först åt sydost genom Tangådalen, därpå söderut och slutligen åt sydväst över gränsen till Norge, där den mynnar i Görälven (Ljöra).